# Scary Monsters (and Super Creeps)
Scary Monsters (and Super Creeps), також відомий просто як Scary Monsters — чотирнадцятий студійний альбом англійського музиканта Девід Боуї, випущений 12 вересня 1980 року на лейблі RCA Records. Перший альбом після Берлінської трилогії (Low, Heroes і Lodger), який був спробою Боуї створити більш комерційний альбом після того, як трилогія виявилася успішною в художньому плані, але менш комерційно.
Спільно спродюсований Боуї та Тоні Вісконті, «Scary Monsters» був записаний між лютим та квітнем 1980 року на студії Power Station у Нью-Йорку, а пізніше на студії Good Earth Studios у Лондоні. На сесії повернувся майже той самий склад, що і у попередніх релізах, з додатковими гітарами від Чака Хаммера та Роберта Фріппа, а також гостьовою участю Піта Таунсенда. Звучання альбому включає елементи арт-року, нової хвилі та постпанку. На відміну від імпровізаційного характеру попередніх релізів, Боуї витратив час на написання музики і текстів; кілька пісень були записані під робочими назвами, а деякі містили перероблені елементи попередніх, невиданих пісень. Обкладинка альбому являє собою масштабний колаж із зображенням Боуї в костюмі П'єро, з відсиланням на його попередні релізи на задньому рукаві.
Лід-сингл альбому, «Ashes to Ashes», повернувся до персонажа Майора Тома з «Space Oddity» і був просунутий за допомогою винахідливого музичного відео. «Scary Monsters» отримав визнання критиків і комерційне визнання: він очолив британський хіт-парад альбомів і відновив комерційну репутацію Боуї в США, досягнувши 12-го місця. Пізніше коментатори називали «Scary Monsters» «останнім великим альбомом» Боуї і еталоном для наступних релізів. Це був останній студійний альбом Боуї для лейблу RCA і остання співпраця між ним і Вісконті за понад 20 років. Кілька видань визнали його одним з найкращих альбомів усіх часів. Альбом неодноразово перевидавався, а у 2017 році був перевиданий як частина бокс-сету A New Career in a New Town (1977—1982).

## Список пісень
Автор пісень — Девід Боуї (якщо не зазначено інше)
| Сторона один | Сторона один                        | Сторона один |
| #            | Назва                               | Тривалість   |
| ------------ | ----------------------------------- | ------------ |
| 1.           | «It's No Game (No. 1)»              | 4:20         |
| 2.           | «Up the Hill Backwards»             | 3:15         |
| 3.           | «Scary Monsters (and Super Creeps)» | 5:12         |
| 4.           | «Ashes to Ashes»                    | 4:25         |
| 5.           | «Fashion»                           | 4:49         |

| Сторона два | Сторона два            | Сторона два | Сторона два |
| #           | Назва                  | Автор       | Тривалість  |
| ----------- | ---------------------- | ----------- | ----------- |
| 1.          | «Teenage Wildlife»     |             | 6:56        |
| 2.          | «Scream Like a Baby»   |             | 3:35        |
| 3.          | «Kingdom Come»         | Том Верлен  | 3:45        |
| 4.          | «Because You're Young» |             | 4:54        |
| 5.          | «It's No Game (No. 2)» |             | 4:22        |

## Чарти
| Чарт (1980)                              | Найвища позиція |
| ---------------------------------------- | --------------- |
| Australian Albums (Kent Music Report)    | 1               |
| Austrian Albums (Ö3 Austria)             | 20              |
| Canadian Albums (RPM)                    | 9               |
| Danish Albums (IFPI)                     | 4               |
| Dutch Albums (MegaCharts)                | 3               |
| Finnish Albums (Suomen virallinen lista) | 23              |
| French Albums (SNEP)                     | 1               |
| Japanese Albums (Oricon)                 | 35              |
| New Zealand Albums (RIANZ)               | 1               |
| Norwegian Albums (VG-lista)              | 3               |
| Spanish Albums (Promusicae)              | 26              |
| Swedish Albums (Sverigetopplistan)       | 4               |
| Велика Британія UK Albums (OCC)          | 1               |
| US Billboard Top LPs & Tape              | 12              |
| West German Albums (Media Control)       | 8               |

| Чарт (2016)                                  | Найвища позиція |
| -------------------------------------------- | --------------- |
| Італія Italian Albums (FIMI)                 | 81              |
| Швейцарія Swiss Albums (Schweizer Hitparade) | 75              |

| Чарт (2018)                        | Найвища позиція |
| ---------------------------------- | --------------- |
| Угорщина Hungarian Albums (MAHASZ) | 27              |

| Чарт (1980)                           | Позиція |
| ------------------------------------- | ------- |
| Australian Albums (Kent Music Report) | 18      |
| Canadian Albums (RPM)                 | 54      |
| Dutch Albums (MegaCharts)             | 85      |
| New Zealand Albums (RMNZ)             | 21      |
| UK Albums (OCC)                       | 20      |

| Чарт (1981)           | Позиція |
| --------------------- | ------- |
| Canadian Albums (RPM) | 63      |

## Сертифікації
| Регіон                                                                                          | Сертифікація | Продажі    |
| ----------------------------------------------------------------------------------------------- | ------------ | ---------- |
| Австралія (ARIA)                                                                                | Платиновий   | 50 000^    |
| Канада (Music Canada)                                                                           | Платиновий   | 100 000^   |
| Франція (SNEP)                                                                                  | Золотий      | 100 000*   |
| Німеччина                                                                                       | —            | 70,000     |
| Велика Британія (BPI)                                                                           | Платиновий   | 300 000^   |
| США (RIAA)                                                                                      | Платиновий   | 1 000 000^ |
| Підсумки                                                                                        |              |            |
| Загалом                                                                                         | —            | 4,300,000  |
| *продажі, що базуються лише на сертифікаціях ^відвантаження, що базуються лише на сертифікаціях |              |            |